# 铜矿遗址
铜矿遗址，位于山西省运城市垣曲县中条山中，是中华人民共和国山西省文物保护单位之一。
1996年1月12日，授予山西省文物保护单位，是一座古遗址。